# Віггер
Віггер (англ. wigger) — сленговий термін для позначення білої людини, що у повсякденному житті та побуті імітує манери, сленг, та одяг, що стереотипно асоціюється із афроамериканською культурою, особливо пов'язану із хіп-хоп культурою та ідентичністю із чорним криміналітетом.
Цей термін є об'єднанням слів білий (англ. white) та сленгового терміна ніґґер (англ. nigger). Цей термін може вважатися образливим через подібність до образливого терміна ніггер.